# Glockenschläger

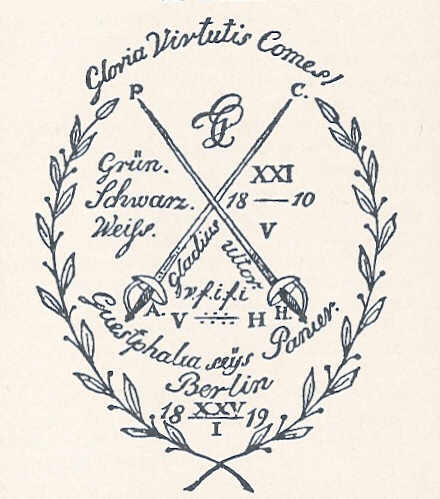
Dos Glockenschläger cruzados en el escudo del Corps Guestphalia Berlin (1810-1821).

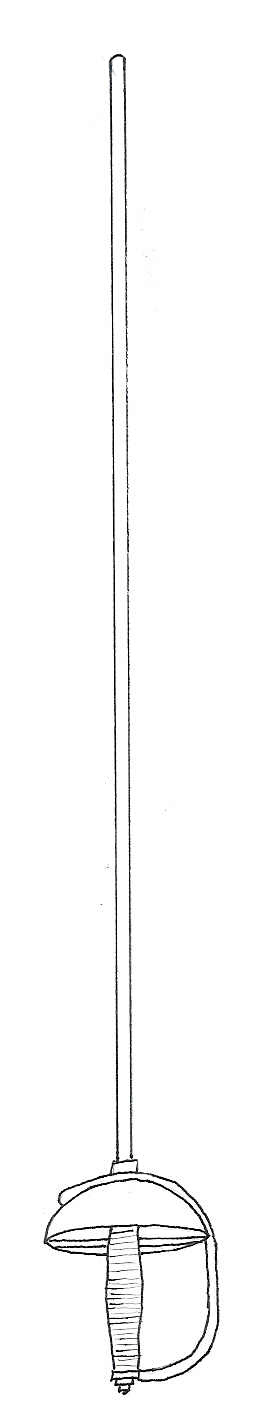
Glockenschläger.

El Glockenschläger (o Glocke) es un arma empleada en Mensur. El nombre proviene de la empuñadura en forma de campana (Glocke).
Esta arma es característica de las universidades del este y centro de Alemania (Halle, Leipzig, Dresde, Tharandt, Friburgo, Berlín, Greifswald, el antiguo Königsberg y Breslau). En otros lugares se emplea el Korbschläger.
- Datos: Q1531918
- Multimedia: Glockenschläger / Q1531918